# Henry van der Vegt
Henry Jan van der Vegt (Kampen, 18 febbraio 1972) è un dirigente sportivo, allenatore di calcio ed ex calciatore olandese, tecnico del PEC Zwolle.

## Carriera

### Calciatore
Coi i friulani ha disputato 29 incontri in Serie A, di cui 22 nella stagione 1999-2000, realizzando una rete in occasione del successo esterno contro il Cagliari del 23 ottobre 1999.

### Dopo il ritiro
Si è ritirato nel 2002 a causa di un malore al cuore. Dopo aver lavorato nello staff dell'RKC Waalwijk, è stato direttore sportivo del Willem II. Dal 1º luglio 2019 è entrato nello staff di John Stegeman, allenatore del PEC Zwolle. Nel 2024 consegue il patentino di allenatore UEFA Pro.

## Palmarès

### Giocatore

#### Competizioni internazionali
- Coppa Intertoto UEFA: 1

Udinese: 2000